# Via degli specchi
Via degli specchi è un film del 1983 diretto da Giovanna Gagliardo.
Partecipò alla 33ª edizione del Festival di Berlino.

## Trama
Una magistrata indaga sulla morte di una ragazza.

## Accoglienza

### Critica
«Un thriller modesto» * 